# История религий
История религий — отрасль знания, изучающая «протекающие во времени процессы развития и изменения религий». Цель этой отрасли — проводить анализ вопросов происхождения, развития и деятельности различных религий, а также прослеживать их место в общечеловеческой истории. Помимо этого, предметом изучения истории религий являются формы верований и культа, сбор и сохранение информации о существовавших и современных религиях. Исследования проводятся в русле всеобщей истории религии, истории данной религии или конфессии, страноведческой истории религий и конфессий; специальные области образуют археологическое и этнографическое изучение религии.

## Проблема изучения происхождения религий
Вопросом возникновения религии, прежде всего, занимается религиоведение, начавшее формироваться в самостоятельную область знаний в середине 19 века. Однако интерес к вопросу религии отмечается на протяжении всей истории человечества. Уже в древности люди хотели понять, каким образом появляется вера в богов (политеизм). Например, греческий поэт Гесиод (VIII—VII вв. до н. э.) в своём произведении «Теогония» (О происхождении богов) попытался дать первое системное описание греческой мифологии, где он также выразил свою трактовку происхождения богов. Однако имеются отрывки или пересказы, похожие на это произведение, появившиеся «во втором тысячелетии в Месопотамии, Финикии, у хурритов — народа, проживавшего в юго-восточной Малой Азии, севернее Сирии и Месопотамии, и завоёванного в XIV в. хеттами, которые переняли его мифологию».
Изначально люди пытались различным образом объяснить возникновение религии: она имеет естественное происхождение или это религии откровения; социальное происхождение — например, она придумана правителями, чтобы люди в их государстве были справедливы и добродетельны (Гекатей Милетский); философы-софисты осмысляли религию в рамках социального явления, например, афинский тиран-правитель Критий придумал теорию обмана, чтобы держать людей в страхе; также важный фактор — способность человека понимать и справляться с природными явлениями; гносеологические предпосылки возникновения религии были обусловлены ограниченностью познания, когда знания смешиваются с заблуждениями, разделяются чувственная и рациональная ступени познания и они проходят в отрыве от практики, когда человек не мог понять действительных причин явлений; она имеет психологические причины (часть взглядов отрицает существование высшей силы).
Описание истории возникновения религий в большей степени зависит от типологии определения религии. Имелось примерно 250 определений религий на 2011 год, и религиоведы заявляют о субъективности какой-либо одной типологии, исходя из того, что религия — это сложный комплекс социальных и духовных феноменов, а также из того, что верующие люди относятся к религии позитивно, а неверующие негативно. Важное значение для изучения генезиса религий имеет принцип мировоззренческой нейтральности.
В общем смысле религия — это мировоззрение и мироощущение, а также соответствующее поведение, формы и действия (культ и организация), которые определяют некое религиозное сознание и духовно-практическую деятельность, как правило, связанную с опытом священного, и связано с идеями бытия, смысла и истины. Это значительный компонент духовной жизни общества и человека и также общественная подсистема (социальный институт), которая продвигает нравственные нормы и практики (молитва, пост).
Можно привести 4 основные типологии религии по разным признакам: 1) по объекту веры (фетишизм, полидемонизм, политеизм, монотеизм, пантеизм, атеизм, агностицизм), 2) по распространённости (этнонациональные и мировые), 3) по происхождению (религии Запада и восточные религии; религии древнего Средиземноморья и индийские (дхармические) религии; авраамические религии и язычество; синкретические религии), 4) эволюционная типология (ранние формы религии, новые религиозные движения).
При этом есть ещё две системы определения религии: теологические (рассматривают религию изнутри, учитывая ту модель, которую даёт определённая религия), например, супранатурализм или историческая школа, и философские (изучают религию, пытаясь определить её сущность извне, иногда занимая по отношению к ней критическую позицию), например, антропологизм.
Всего на сегодняшний день можно назвать несколько наиболее жизнеспособных школ мысли, предлагающих своё собственное толкование религии и её субъекта:
- Мифологическая
- Антропологическая[13]
- Психологическая
- Историческая
- Социологическая
- Феноменологическая
- Традиционалистская[14]

## Теории возникновения религий
На проблему возникновения религии существуют несколько точек зрения:
- религиозная: человек был создан Богом, и до грехопадения общался с ним напрямую. После грехопадения общение с Богом было нарушено, но Бог открывал себя в откровениях, через ангелов, пророков, изредка напрямую. Человек, в свою очередь, имеет возможность обращаться к невидимому Богу (в молитвах) как непосредственно, так и через посредников. Политеизм рассматривается как результат постепенного отхода от изначального монотеизма.
- промежуточная, с одной стороны опирающаяся на современные научные знания и общественные настроения, с другой стороны основанная на главном постулате религии о сотворении мира и человека Богом, после чего (наиболее часто — в результате грехопадения) человек абсолютно забыл об общении с ним и даже о его существовании. Он вынужден заново искать путь к Богу, а поэтому каждая религия — это путь поиска возвращения к Богу. Этому взгляду соответствовала концепция прамонотеизма, согласно которой религия в человеческом обществе существовала всегда, и к тому же изначально имела форму монотеизма, который у многих народов был впоследствии утрачен, выродившись в тотемизм, язычество и прочие немонотеистические формы религии. Концепция прамонотеизма была сформулирована шотландским учёным и литератором Э. Лэнгом, впоследствии получила своё развитие в 12-томном труде католического священника, антрополога и лингвиста Вильгельма Шмидта «Происхождение идеи Бога»[16]. Однако позднее она была подвергнута критике[17][18][19]. По мнению И. А. Крывелёва в сочинении Вильгельма Шмидта есть ошибки, а после смерти Шмидта его ученики, группирующиеся вокруг журнала «Anthropos», предприняли ревизию его работы и фактически отказались от неё, постулируя в качестве первичной формы религии не прамонотеизм, а пратеизм[20].
- эволюционная: религия возникает при определённом уровне развития сознания в силу невозможности рационально объяснить наблюдаемые природные явления. Первобытный человек определял все явления как некие разумные действия, объясняя проявления природных сил волей духа, разумного начала, гораздо более могущественного, чем человек. Высшей силе приписывались человеческие эмоции и поступки, а модель взаимоотношений между этими силами копировалась с соответствующей организации человеческого общества. Согласно этому подходу, религия прогрессировала от простейших форм к более сложным: сначала был преанимизм, затем анимизм, тотемизм, политеизм и наконец монотеизм (см. Антропология религии)[21].

Идею последовательного усложнения религиозных верований впервые предложил Э. Тайлор, который выдвинул гипотезу о том, что первоначальной формой религии был анимизм. В дальнейшем идеи Тайлора получили развитие в работах Дж. Фрейзера (магия как первоначальная форма религии), Р. Маретта, Л. Я. Штернберга (эпоха аниматизма, оживотворения всей природы), и Л. Леви-Брюля (первобытный дологический мистицизм).
Основатели марксизма также разработали концепцию, согласно которой корнем религии является реальное практическое бессилие человека, сперва перед природными, затем перед социальными явлениями, проявляющееся в его повседневной жизни, выражающееся в том, что он не может самостоятельно обеспечить успеха своей деятельности. Также широко известно выражение «религия есть опиум народа».
Согласно имеющимся на данный момент сведениям о периоде палеолита, по меньшей мере, к концу этой эпохи, древние люди развили то, что мы могли бы назвать религией или духовными отношениями. На это указывают имевшиеся у них к тому времени обычаи ритуального захоронения и наскальные рисунки в пещерах. Люди, вероятно, верили, что естественный мир населяли боги или божества, или даже, что различные объекты и места, такие, как камни или рощи, сами были живы. Религиозные верования и практики — как мы могли бы их себе вообразить — сформировали социальную структуру, как бы связывая общины и повышая эффективность их деятельности.
Некоторые исследователи полностью отвергают существование дорелигиозного периода, отмечая, что «современной этнографии не известен ни один народ, ни одно племя, не имеющее религиозной традиции, дорелигиозное».
По мнению других исследователей, все утверждения, что религия изначально присуща человеку, не выдерживают критики. По их мнению, дорелигиозный период длился очень долго, вплоть до формирования неандертальца. Некоторые из них также полагают, что признаки, свидетельствующие о наличии религиозных представлений и обрядов, становятся действительно многочисленными и убедительными лишь для периода верхнего палеолита (около 40-18 тысяч лет назад). С определением времени возникновения религиозных обычаев тесно связана проблема определения различия и разграничения первобытных «формирующихся людей» (архантропов и палеоантропов) и первобытных людей современного физического типа (неоантропов, Homo sapiens), к которым принадлежали люди верхнего палеолита, именуемые обычно кроманьонцами.

## Эволюционная типология возникновения религии
Предыстория религии предполагает изучение религиозных верований, которые существовали до появления письменных источников. Можно также изучать сравнительную религиозную хронологию через временную шкалу появления религий. Письменность сыграла важную роль в стандартизации религиозных текстов, независимо от времени и места.

### Ранние религиозные источники
Самые ранние археологические свидетельства религиозных идей датируются несколькими сотнями тысяч лет до нижнего и среднего палеолита. Археологи воспринимают очевидные преднамеренные захоронения ранних людей разумных еще 300 000 лет назад как свидетельство религиозных идей. Другие свидетельства религиозных идей включают символические артефакты из мест среднего палеолита в Африке. Однако интерпретация ранних палеолитических артефактов в отношении их связи с религиозными идеями остается противоречивой. Археологические данные более поздних периодов менее спорны. Иногда ученые интерпретируют ряд артефактов из верхнего палеолита (50 000-13 000 лет до н. э.) как представляющие религиозные идеи. Примеры верхнепалеолитических останков, связанных с религиозными верованиями, включают человекольва, статуэтки Венеры, наскальные рисунки из пещеры Шове и тщательно продуманные ритуальные захоронения из Сунгиря.
В XIX веке исследователи выдвинули различные теории происхождения религии, оспаривая ранее высказывавшиеся взгляды на религию по типу Христианства. Ранние теоретики Эдуард Бернетт Тейлор (1832−1917) и Герберт Спенсер (1820−1903) подчеркивали концепцию «анимизма», в то время как археолог Джон Леббок (1834−1913) использовал термин «фетишизм». Между тем, Макс Мюллер (1823−1900) предположил, что религия пошла от гедонизма, а фольклорист Вильгельм Маннхардт (1831−1880) предположил, что религия началась с «натурализма» — под этим он подразумевал мифологическое объяснение природных явлений.
Гёбекли Тепе, древнейший религиозный объект догончарного неолита (PPNA), который когда-либо был обнаружен, включает круги возведенных массивных Т-образных каменных столбов, старейшие известные в мире мегалиты, украшенные абстрактными, загадочными пиктограммами и резными животными рельефами. Это здание было построено до так называемой неолитической революции, то есть до начала сельского хозяйства и животноводства около 9000 г. до н. э. Однако строительство Гёбекли Тепе подразумевает организацию продвинутого порядка, не ассоциировавшегося до сих пор с обществами палеолита, PPNA или PPNB. Этот участок, заброшенный примерно в то время, когда возникли первые сельскохозяйственные общества, все еще находится в процессе раскопок и анализа, и, таким образом, он может пролить свет на то значение, которое он имел для региона, а также для общей истории религий.
Тексты пирамид из древнего Египта, самые древние из известных религиозных текстов в мире, датируются 2400—2300 годами до нашей эры.
Сохранившиеся ранние копии религиозных текстов включают в себя:
- Упанишады, которые датируются серединой первого тысячелетия до нашей эры.
- Свитки мёртвого моря, представляющие фрагментарные тексты древнееврейского Танаха; [14] эти свитки были скопированы приблизительно 2000 лет назад.
- Полные тексты на иврите, также о Танахе, но переведенные на греческий язык (Септуагинта 300—200 до н. э.), широко использовались в начале 1 века нашей эры.
- Зороастрийская Авеста, из основной копии сасанидской эпохи.

### Осевое время
Историки обозначили период с 900 по 200 гг. до н. э. как «осевое время», термин, придуманный немецко-швейцарским философом Карлом Ясперсом (1883−1969). По словам Ясперса, в эту эпоху истории «духовные основы человечества были заложены одновременно и независимо… И это те основы, на которых человечество всё ещё пребывает сегодня». Историк Питер Уотсон суммировал этот период как время основания многих наиболее влиятельных философских традиций человечества, включая монотеизм в Персии и Ханаане, платонизм в Греции, буддизм и джайнизм в Индии, конфуцианство и даосизм в Китае. Эти идеи со временем станут узаконенными, например, такую роль сыграл Ашока в распространении буддизма.

### Средневековье
Мировые религии современности утвердились по всей Евразии в средние века:
- христианизация западного мира
- буддийские миссии в Восточную Азию
- упадок Буддизма на индийском субконтиненте
- Распространение ислама на Ближнем Востоке, в Центральной Азии, Северной Африке и некоторых частях Европы и Индии

В средние века мусульмане вступали в конфликт с зороастрийцами во время исламского завоевания Персии (633−654); христиане воевали против мусульман во время византийско-арабских войн (с 7 по 11 века), крестовых походов (с 1095 года), реконкисты (718−1492), османских войн в Европе (с 13 века и далее) и инквизиции; шаманисты конфликтовали с буддистами, даосами, мусульманами и христианами во время монгольских нашествий (1206−1337); и мусульмане противостояли индусам и сикхам во время мусульманского завоевания Индийского субконтинента (8−16 века).

### Современный период
Европейская колонизация в течение 15−19 веков привела к распространению Христианства в странах Африки к югу от Сахары, а также в Америке, Австралии и на Филиппинах. Изобретение печатного станка в 15 веке сыграло важную роль в быстром распространении протестантской Реформации под руководством таких лидеров, как Мартин Лютер (1483−1546) и Жан Кальвин (1509−1564). Начались религиозные войны, кульминацией которых стала Тридцатилетняя война, разорявшая центральную Европу между 1618 и 1648 годами. В 18 веке началось секуляризация в Европе, набиравшая обороты после Французской революции 1789 года и после нее.
В современном мире продолжают существовать авраамические и восточные монотеистические религии (Иудаизм, Христианство, Буддизм, Индуизм, Ислам), от которых ответвляются многочисленные религиозные течения. Помимо этого постоянно возникают новые религиозные движения (НРД), например, так называемые синкретические.
История религии современного общества рассматривается некоторыми учёными с точки зрения упадка традиционных религий, ибо они уже не соответствуют социальному устроению общества, и возможного появления и влияния новых. Ещё один аспект истории религии — десакрализация — вносит свой вклад в развитие религии в 20 и 21 веках, на это оказывает непосредственное влияние неудовлетворённость состоянием традиционных религий и появление материалистических теорий развития человечества. Однако, при этом, роль религии видится важной для того, чтобы исторические процессы обретения мира и спокойствия на планете завершились успешно.